# 납작머리땃쥐
납작머리땃쥐(Crocidura planiceps)는 땃쥐과에 속하는 포유류의 일종이다. 콩고민주공화국, 에티오피아, 나이지리아, 수단 그리고 우간다에서 발견된다.